# グレン・ローフェンス
グレン・ローフェンス（Glenn Loovens, 1983年10月22日- ）は、オランダ・ドゥーティンヘム出身の同国代表のサッカー選手。ポジションはディフェンダー (CB) 。
父親のハンス(Hans)は、元サッカー選手で70年代から80年代にかけてFCトゥウェンテ、SVV、デ・フラーフスハップでプレイしていた。

## 経歴

### クラブ

#### フェイエノールト
フェイエノールトの下部組織を経てトップチームに昇格し、18歳の時に2001年11月25日のヴィレムII戦でプロ初出場を飾る。同2001-02シーズンは4試合の途中出場を含め8試合に出場した。また、UEFAカップでは19歳の時に2002年10月23日のFCディナモ・キーウ戦（アウェイ0-2敗北）で欧州カップ戦初出場を飾り、レンジャーズFCやPSVアイントホーフェン等を相手に良いプレイを見せた。一方で、そのレンジャーズ戦でPKを与える失態を犯している。決勝戦での出番は訪れなかったものの、同じ下部組織出身のロビン・ファン・ペルシ、シヴァルト・スプロッケル、フェルネ・スノイルらと共に優勝の歓喜に酔いしれた。しかし、フェイエノールトに在籍した2001年から2006年の間は、パトリック・パーウベの控えに甘んじ、度々期限付き移籍に出されたこともあり、僅か25試合の出場に終わった。

#### エクセルシオール
まだ若手であることから経験を積むため、2003-04シーズンに期限付き移籍で同じ都市を拠点とするライバルにして2軍のSBVエクセルシオールと契約。2部の舞台で24試合2得点を記録し、AGOVVアペルドールン戦（3-1勝利）とSCカンブール・レーワルデン戦（2-1勝利）で得点を挙げた。クラブとしてはシーズンを2位で終えたものの、昇降格プレイオフで破れたことで昇格とはならなかった。

#### デ・フラーフスハップ
2004-05シーズンからフェイエノールトに復帰するも6試合出場後、今度はシーズン終了の期限付き移籍でデ・フラーフスハップと契約。デ・フラーフスハップでは残留争いに巻き込まれる中で11試合0得点を記録。最終的に昇降格プレイオフにまわり、降格を防ぐことは出来ずに終了した。

#### カーディフ
2005-06シーズンはフェイエノールトでの出番はなく、期限付き移籍でイングランド2部のカーディフ・シティFCと契約すると地位を確立することに成功し、数ヶ月の交渉を経て移籍金25万ポンドで完全移籍を果たした。期限付き移籍の時から主将のダレン・ポーズとコンビを組んでいたが、2007-08シーズンはポーズからロジャー・ジョンソンがポジションを奪ったことでジョンソンと共にコンビを組むことになり、同シーズンのFAカップで決勝を含め全6試合に出場とクラブにとって不可欠な存在となった。そのポーツマスFCとの決勝戦でネットを揺らしたかに思われたが、ハンドにより認められなかった。2008年3月12日のハル・シティAFC戦でカーディフでの公式戦出場数100試合を達成した。

#### セルティック
2008年夏にローフェンス獲得を巡り、スコットランド1部の名門セルティックFCとレンジャーズFCのオールドファームが繰り広げられた。レンジャーズのウォルター・スミス監督はローフェンスへの関心を公言し、交渉の場についたがカーディフ側がこれを拒否。最終的にUEFAチャンピオンズリーグ 2008-09への出場機会や元セルティックで同胞のピエール・ファン・ホーイドンクとヤン・フェネホール・オフ・ヘッセリンクの助言もあり、2008年8月16日に移籍金250万ポンドでセルティックと4年契約を締結した。8月23日のフォルカークFC戦（ホーム2-0勝利）で初出場を飾り、9月23日にスコティッシュリーグカップのリヴィングストンFC戦（ホーム4-0勝利）で初得点を記録した。2009年9月20日のハート・オブ・ミドロシアンFC戦ではロスタイムに決勝点を挙げ、リーグ順位首位を守り切るのに貢献した。
2010-11シーズンはスランプに陥るようになる。2010年10月のレンジャーズ戦（ホーム1-3敗北）ではオウンゴールを記録し、次戦のリーグカップ・セント・ジョンストンFC戦で勝利するも個人としてはパフォーマンスを批判を集める等、安定した活躍を見せることが出来ず、セント・ジョンストンとの第2戦では先発から外された。さらに負傷により2011年2月まで離脱しており、2月6日にスコティッシュカップのレンジャーズ戦 (2-2) で復帰ベンチ入りをした。ダニエル・マイストロヴィッチとトーマス・ログネの負傷により、3月16日に同大会のインヴァネス・カレドニアン・シッスルFC戦で復帰初出場を果たした。
2012年4月7日のキルマーノックFC戦（6-0勝利）でタイトル獲得に繋がるチーム2点目を挙げた。シーズン終了後の2012年夏に契約満了を迎えるため、セルティックと将来を話し合った結果、契約更新しないことが決定し、新たなクラブを探すため退団することとなった。

#### サラゴサ
自由移籍の身となったローフェンスにブラックバーン・ローヴァーズFCとベシクタシュJKが関心を寄せていたが、最終的に7月18日にレアル・サラゴサと契約した。膝の負傷から前半戦は10試合にとどまり、また、12月2日のRCDマヨルカ戦では試合開始13分でイエローカード2枚目を提示されたことで退場と、あまり良いスタートを切れなかった。さらに、1月20日のレアル・バリャドリード戦中に膝の負傷を再発させた。最終節のアトレティコ・マドリード戦に出場するも、ロスタイムで続けざまに得点を許したことで敗戦となり、最下位での2部降格が決定した。

#### シェフィールド
2013年12月、シェフィールド・ウェンズデイFCに短期契約で移籍し、その後2014年5月まで契約期間を延長した。他のクラブからのオファーを断り、2014年7月13日にさらに契約を延長した。

#### サンダーランド
2018年7月、サンダーランドAFCに移籍した。
2019年8月、サンダーランドからの退団が発表された。

### 代表
世代別代表としてはU-21代表で2試合出場。2009年9月5日に日本代表との親善試合（3-0勝利）でA代表初出場を飾り、2010年8月11日にウクライナ戦で通算出場2試合目を記録した。

## タイトル

### クラブ
フェイエノールト
- UEFAカップ : 2001-02

セルティックFC
- スコティッシュ・プレミアシップ : 2011-12
- スコティッシュカップ : 2010-11
- スコティッシュリーグカップ : 2008-09